# Ivan Sardi

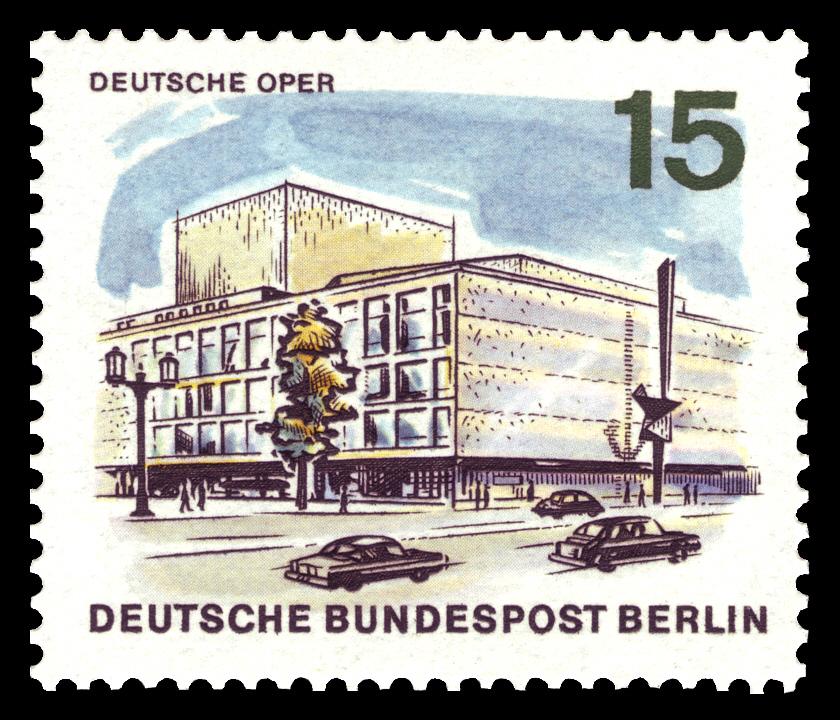
A Deutsche Oper Berlin új épülete egy 1965-ös nyugat-berlini bélyegen

Ivan Sardi (eredeti neve Szepes Iván) (Budapest, 1930. július 7. – Berlin, 2019. február 23.) magyar származású német operaénekes (basszus, basszbariton).

## Élete
A budapesti érettségi után Olaszországba emigrált. 1948-tól a bolognai Giovanni Battista Martini Konzervatóriumban Antonio Melandri növendéke volt.
1951-ben debütált a bresciai Teatro Grandéban Pater Guardianként Verdi A végzet hatalma c. operájában. Még ebben az évben bemutatkozott a Teatro Comunale di Bolognában, 1953-ban Genovában, 1954-ben a milánói La Scalában, 1955 és 1959 között Parmában, Modenában, Triesztben és Cataniában. Rendszeresen visszatért ezen városok operaházaiba, legtöbbször Bolognába. Vendégszerepelt a lisszaboni Teatro San Carlosban. 1956-ban a Glyndebourne-i Operafesztiválon Don Alfonsót énekelte Mozart Così fan tuttéjában.
1959-ben települt át Németországba, ahol először a müncheni Bajor Állami Opera tagja lett. 1961-ben az újjáépített nyugat-berlini Deutsche Oper Berlinhez szerződött. Már a szeptember 24-i nyitóelőadáson, Mozart Don Giovannijában szerepelt Masettóként. Három és fél évtizeden át volt a társulat egyik legtöbbet foglalkoztatott énekese, több ősbemutatóban vett részt. Ezek közül a legjelentősebb Hans Werner Henze Az ifjú lordja. Felesége a zenekar egyik tagja lett. 1964-ben vendégszerepelt a budapesti, 1972-ben a Bécsi Állami Operában. Hangversenyénekesként Európa-szerte fellépett. 1997-ben vonult vissza.
Szerepeit kiváló énekesi teljesítménye mellett nagyszerű színészi készséggel formálta meg. Magyar–olasz akcentusát élete végéig megőrizte, a német közönség körében ezzel is emlékezetessé téve alakításait.

## Szerepei
- Bartók Béla: A kékszakállú herceg vára – Regös
- Alban Berg: Lulu – Schigolch
- Boris Blacher: Porosz mese – Fadenkreutz anyuka
- Pjotr Iljics Csajkovszkij: A pikk dáma – Szurin
- Hans Werner Henze: Az ifjú lord – Hasentreffer igazságügyi főtanácsos
- Giselher Klebe: Alkméné –
- Majuzumi Tosiró: Az Aranytemplom –
- Mozart: Don Juan – Masetto
- Mozart: Così fan tutte – Don Alfonso
- Mozart: A varázsfuvola – Sarastro; Öreg pap [Sprecher]
- Muszorgszkij: Borisz Godunov – Pimen
- Aribert Reimann: Melusine – Túlélő
- Gioachino Rossini: Tell Vilmos – Melchtal
- Camille Saint-Saëns: Sámson és Delila – Egy öreg zsidó
- Arnold Schönberg: Mózes és Áron – Pap
- Igor Stravinsky: Menyegző – A vőlegény apja
- Verdi: A trubadúr – Ferrando
- Verdi: Rigoletto – Sparafucile
- Verdi: La Traviata – Grenvil doktor
- Verdi: A végzet hatalma – Pater Guardian
- Verdi: Aida – Ramfisz
- Richard Wagner: Trisztán és Izolda – Kormányos
- Richard Wagner: Parsifal – Titurel

## Diszkográfia
- Rossini: Tell Vilmos – Melchtal (Giuseppe Taddei, Mario Filippeschi, Gabriella Tucci stb.; a Teatro Communale di Bologna Ének- és Zenekara, vezényel: Francesco Molinari Pradelli) (élő felvétel, Bologna, 1954) Bongiovanni HOC 050/51
- Verdi: La Traviata – Grenvil doktor (Renata Tebaldi, Gianni Poggi, Aldo Protti, Piero de Palma stb.; a római Santa Cecilia Akadémia Ének- és Zenekara, vezényel: Francesco Molinari Pradelli) (1954) Decca 430 250-2 és 455 895-2
- Rossini: Tell Vilmos – Melchtal (Dietrich Fischer-Dieskau, Gianni Jaia, Giuseppe Modesti, Jolanda Mancini stb.; a RAI Milánói Ének- és Zenekara, vezényel: Mario Rossi) (1956) Claque 3001/2/3, Myto 3MCD 001 212, Andromeda ANDCD 5045 és Line Music 6829425
- Verdi: A lombardok az első kereszteshadjáratban – Pirro (Aldo Bertocci, Plinio Clabassi, Lucille Udovich, László Magda stb.; a RAI Torinói Ének- és Zenekara, vezényel: Fulvio Vernizzi) (élő felvétel, Torino, 1957. június 14.) Walhall WLCD 0208 és Line Music 8595049
- Mozart: Don Giovanni – Masetto (Dietrich Fischer-Dieskau, Walter Kreppel, Sena Jurinac, Ernst Haefliger, Maria Stader, Karl Christian Kohn, Irmgard Seefried; Nyugat-berlini Rádió [RIAS] Kamarakórusa és Zenekara, vezényel: Fricsay Ferenc) (1958) Deutsche Grammophon 483 6380 [CD + Pure Audio Blu-ray] és 463 629-2 [CD]
- Verdi: Rigoletto – Sparafucile (Richard Tucker, Renato Capecchi, Gianna D'Angelo, Miriam Pirazzini stb.; a Teatro di San Carlo Ének- és Zenekara, vezényel: Francesco Molinari Pradelli) (élő felvétel, Nápoly, Teatro di San Carlo, 1959) Walhall WLCD 0330
- Mozart: c-moll mise KV 427 (Maria Stader, Hertha Töpper, Ernst Haefliger; a berlini Szent Hedvig-katedrális Énekkara, Nyugat-berlini Rádió [RIAS] Zenekara, vezényel: Fricsay Ferenc) (1959) Deutsche Grammophon 463 361-2, Alto ALC1235 és Diapason 43242
- Mozart: Figaro lakodalma – Bartolo (Irmgard Seefried, Renato Capecchi, Dietrich Fischer-Dieskau, Maria Stader, Hertha Töpper stb.; Nyugat-berlini Rádió [RIAS] Kamarakórusa és Zenekara, vezényel: Fricsay Ferenc) (1960) Deutsche Grammophon 437 671-2 és ELQ 480 6557
- Verdi: Requiem (Maria Stader, Oralia Dominguez, Carelli Gábor; a berlini Szent Hedvig-katedrális Énekkara, Nyugat-berlini Rádió [RIAS] Zenekara, vezényel: Fricsay Ferenc) (élő felvétel, Berlin, 1960. október) Deutsche Grammophon 429 076-2 és Urania WS 121.284
- Bedřich Smetana: Az eladott menyasszony – Micha (Fritz Wunderlich, Gottlob Frick, Pilar Lorengar stb.; RIAS Kamarakórus, Bambergi Szimfonikusok, vezényel: Rudolf Kempe) (1962) Warner 0823542 és 3818722
- Arnold Schönberg: Mózes és Áron – Pap (Josef Greindl, Helmut Melchert, Loren Driscoll stb.; a Deutsche Oper Berlin Ének- és Zenekara, vezényel: Hermann Scherchen) (élő felvétel, Teatro dell’Opera di Roma, 1966. január 5.) Opera d’Oro OPD-1321
- Hans Werner Henze: Az ifjú lord – Hasentreffer (Loren Driscoll, Edith Mathis, Barry McDaniel, Jasper Bella stb; Schönebergi Fiúkórus, a Deutsche Oper Berlin Ének- és Zenekara, vezényel: Christoph von Dohnanyi) (1967) Deutsche Grammophon 449 875-2
- Richard Wagner: A nürnbergi mesterdalnokok – Hans Schwarz (Dietrich Fischer-Dieskau, Peter Lagger, Roland Hermann, Plácido Domingo, Catarina Ligenza, Christa Ludwig stb.; a Deutsche Oper Berlin Ének- és Zenekara, vezényel: Eugen Jochum) (1976) Deutsche Grammophon 415 278-2 és 477 7599